# 펜탁스 K110D

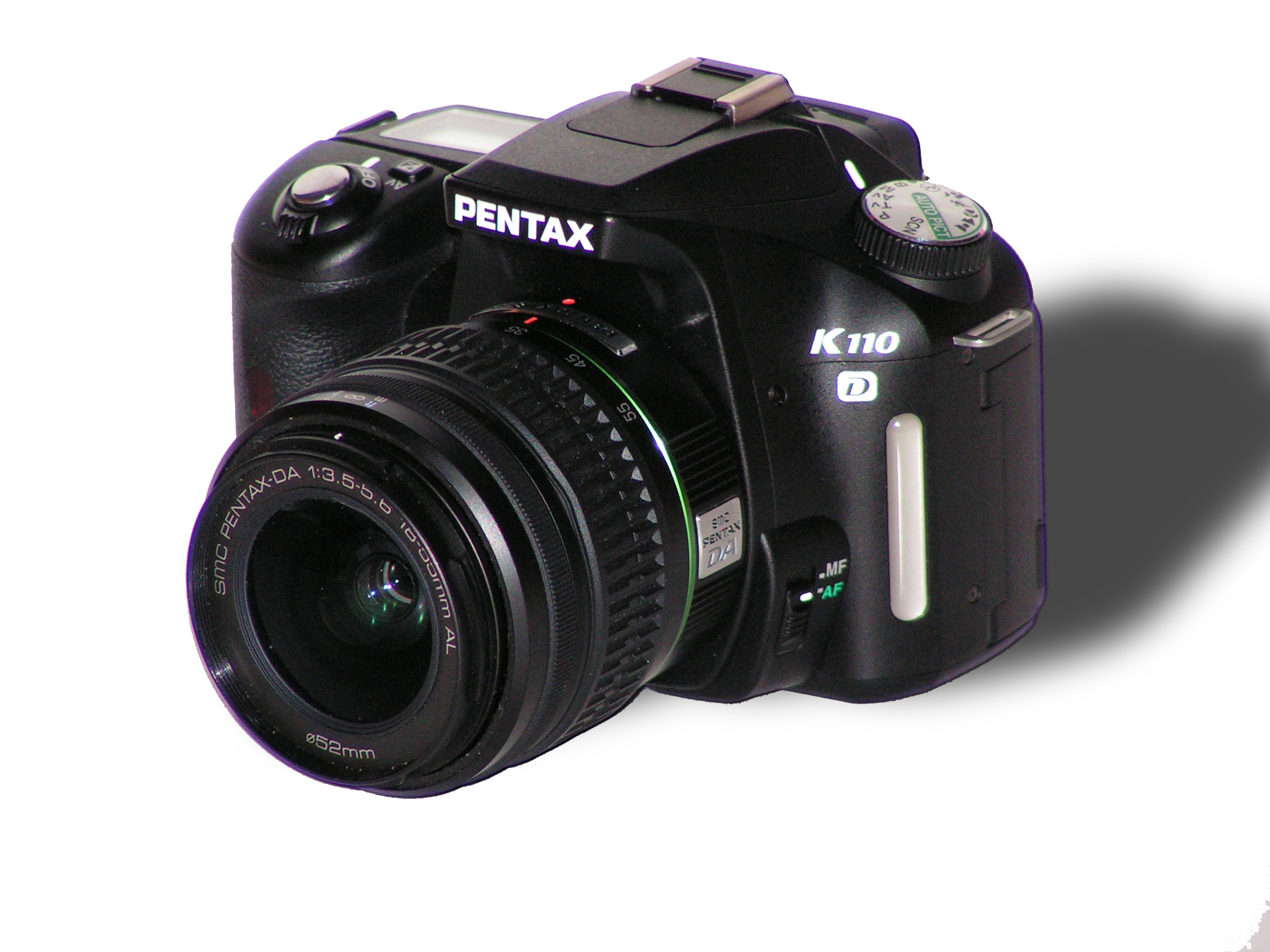
펜탁스 K110D

펜탁스 K110D(Pentax K110D)는 2006년 3월 22일에 발표된 디지털 일안 반사식 카메라이다. 유효 화소 수 610만의 APS-C 사이즈 CCD 센서를 채용하고 있다. 펜탁스 K100D와 비교했을 때, 손떨림 방지 기능이 없다는 점만 제외하면 거의 동일하다. 대한민국에서는 출시가 되지 않은 모델이다.
ISO 감도는 200부터 시작하며 최대 3200까지 지원한다. 셔터 스피드는 벌브 노출모드 이외에 최장 30초, 최단 1/4000초를 지원한다. 렌즈는 KA, KAF, KAF2 마운트가 사용되며 어댑터를 사용할 때 M42 스크류마운트 렌즈도 사용할 수 있다. 경쟁 기종으로는 니콘의 D50, D40, D40x와 캐논의 EOS 400D 정도가 있다.

## 같이 보기
- 펜탁스 K100D / 펜탁스 K100D Super
- 펜탁스 K10D